# Katageri, Athni
Katageri là một làng thuộc tehsil Athni, huyện Belgaum, bang Karnataka, Ấn Độ.